# Чемпіонат УРСР з легкої атлетики 1957
Чемпіонат УРСР з легкої атлетики 1957 року відбувся 29 вересня — 3 жовтня в Одесі.
Героями першості виявилися стрибуни.
Висоту 2 метри перевищили рекордсмен республіки киянин Володимир Ситкін та Б. Рибак (Одеса), а 2,03 м скорилися тільки Володимиру Ситкіну, який і далі брав одну висоту за іншою. Врешті у відмінному стрибку він подолав 2,15 м, і планку було встановлено на рівні 2,17 м, що було на 1 см вище за світовий рекорд ленінградця Юрія Степанова. Володимир Ситкін добре вистрибував, але не міг перенести через планку поштовхову ногу. Все ж і результат 2,15 м поставив його на той час на 2-е місце в історії світового спорту.
Не менш захоплюючою була боротьба стрибунів з жердиною. Як це часто буває, вона затяглася до темряви. Тоді на футбольне поле виїхала автомашина і спрямувала фари на планку. За таких незвичайних умов народився новий рекорд СРСР — львів'янин Віталій Чорнобай подолав 4,52 м. Вперше виконав норматив майстра спорту СРСР (4,40 м) майбутній чемпіон і рекордсмен СРСР киянин Ігор Петренко.
У секторі, де змагалися стрибуни потрійним, рекорд республіки зростав майже після кожної спроби киянина Дмитра Єфремова. Кращий з його чотирьох рекордних стрибків дорівнював результату світового класу — 16,00 м.

## Медалісти

### Чоловіки
| Дисципліни                | Золото                        | Золото     | Срібло | Срібло | Бронза | Бронза |
| ------------------------- | ----------------------------- | ---------- | ------ | ------ | ------ | ------ |
| 100 метрів                | Ігор Ліпман Львів             | 10,5       |        |        |        |        |
| 200 метрів                | Михайло Бондаренко Львів      | 21,9       |        |        |        |        |
| 400 метрів                | Абрам Кривошеєв Чернівці      | 49,2       |        |        |        |        |
| 800 метрів                | Олексій Іванов Одеса          | 1.50,8     |        |        |        |        |
| 1500 метрів               | Віктор Валявко Київ           | 3.55,5     |        |        |        |        |
| 5000 метрів               | Іван Чернявський Рівне        | 14.20,8    |        |        |        |        |
| 10000 метрів              | Іван Чернявський Черкаси      | 29.52,6    |        |        |        |        |
| 110 метрів з бар'єрами    | Олександр Редін Одеса         | 14,3       |        |        |        |        |
| 400 метрів з бар'єрами    | Борис Юшко Київ               | 53,7       |        |        |        |        |
| 3000 метрів з перешкодами | Геннадій Рєпін Харків         | 9.02,2     |        |        |        |        |
| Ходьба 20 кілометрів      | Володимир Голубничий Суми     | 1:33.57,8  |        |        |        |        |
| Ходьба 50 кілометрів      | Олександр Сєрий Донецьк       | 4:27.29,4  |        |        |        |        |
| Стрибки у висоту          | Володимир Сіткін Київ         | 2,15 м NR  |        |        |        |        |
| Стрибки з жердиною        | Віталій Чорнобай Київ         | 4,52 м NR  |        |        |        |        |
| Стрибки у довжину         | Ігор Тер-Ованесян Львів       | 7,37 м     |        |        |        |        |
| Потрійний стрибок         | Дмитро Єфремов Київ           | 16,00 м NR |        |        |        |        |
| Штовхання ядра            | Віктор Цибуленко Київ         | 16,14 м    |        |        |        |        |
| Метання диска             | Віктор Компанієць Київ        | 52,78 м    |        |        |        |        |
| Метання молота            | Дмитро Єгоров Київ            | 61,63 м    |        |        |        |        |
| Метання списа             | Віктор Цибуленко Київ         | 82,81 м    |        |        |        |        |
| Десятиборство             | Василь Коліуш Дніпропетровськ | 6357 очок  |        |        |        |        |

### Жінки
| Дисципліни            | Золото                        | Золото    | Срібло | Срібло | Бронза | Бронза |
| --------------------- | ----------------------------- | --------- | ------ | ------ | ------ | ------ |
| 100 метрів            | Віра Крепкіна Київ            | 11,7      |        |        |        |        |
| 200 метрів            | Віра Крепкіна Київ            | 24,6      |        |        |        |        |
| 400 метрів            | Валентина Агафонова Миколаїв  | 56,9      |        |        |        |        |
| 800 метрів            | Любов Январьова Київ          | 2.11,5    |        |        |        |        |
| 80 метрів з бар'єрами | Лілія Макошина Київ           | 11,3      |        |        |        |        |
| Стрибки у висоту      | Тамара Сіроштан Дрогобич      | 1,60 м    |        |        |        |        |
| Стрибки у довжину     | Людмила Радченко Київ         | 5,94 м    |        |        |        |        |
| Штовхання ядра        | Марія Кузнецова Київ          | 15,51 м   |        |        |        |        |
| Метання диска         | Валентина Сбитнєва Одеса      | 47,13 м   |        |        |        |        |
| Метання списа         | Ганна Невмивака Ворошиловград | 50,06 м   |        |        |        |        |
| П'ятиборство          | Лілія Макошина Київ           | 4169 очок |        |        |        |        |